# Stary Sielc
Stary Sielc (prononciation : [ˈstarɨ ˈɕelt͡s]) est un village polonais de la gmina de Rzewnie dans le powiat de Maków de la voïvodie de Mazovie dans le centre-est de la Pologne.
Il se situe à environ 8 kilomètres au sud-ouest de Rzewnie (siège de la gmina), 15 kilomètres au sud-est de Maków Mazowiecki (siège du powiat) et à 66 kilomètres au nord de Varsovie (capitale de la Pologne).
Le village compte une population de 137 habitants en 2007.

## Histoire
De 1975 à 1998, le village appartenait administrativement à la voïvodie d'Ostrołęka.